# Suruh (plaats in Semarang)
Suruh is een bestuurslaag in het regentschap Semarang van de provincie Midden-Java, Indonesië. Suruh telt 6968 inwoners (volkstelling 2010).